# Longueur d'un module
La longueur d'un module M sur un anneau A est un entier naturel ou l'infini. Elle généralise d'une certaine manière la notion de dimension d'un espace vectoriel sur un corps. Les modules de longueur finie ont beaucoup de particularités, généralisant celles des espaces vectoriels de dimension finie.

## Motivation
Les modules simples sont les modules M non nuls qui n'ont pas d'autres sous-modules que {0} et M. Par exemple, un espace vectoriel est simple en tant que module si et seulement si c'est une droite vectorielle. Pour un module simple M, la seule suite de sous-modules strictement croissante pour l'inclusion est
{\displaystyle \{0\}\subsetneq M.}
Les modules simples constituent en quelque sorte des entités faciles. Si pour un module M on peut trouver une suite strictement croissante de sous-modules {\displaystyle (M_{k})_{0\leq k\leq n}} :
{\displaystyle M_{0}=\{0\}\subsetneq M_{1}\subsetneq \cdots \subsetneq M_{n-1}\subsetneq M_{n}=M}
telle que pour tout entier k de 1 à n, le module quotient {\displaystyle M_{k}/M_{k-1}} soit simple, alors on ne peut pas intercaler de sous-module dans cette suite tout en conservant des inclusions strictes. On dit que le A-module M est de longueur finie et que sa longueur vaut n. Cette longueur concorde avec la définition donnée plus bas.
En particulier, si E est un k-espace vectoriel de dimension finie, alors une telle suite est constituée de sous-espaces vectoriels emboîtés dont la dimension croît d'une unité à chaque étape. On parle alors de décomposition de l'espace vectoriel en drapeau et la longueur de E est donc sa dimension.

## Définition
La longueur d'un module M sur un anneau A, non nécessairement commutatif, est le plus grand entier n tel qu'il existe une suite {\displaystyle M_{0}\subsetneq M_{1}\subsetneq \cdots \subsetneq M_{n}} strictement croissante de sous-modules de M, si un tel maximum existe. Sinon, on dit que la longueur est infinie.
On la note {\displaystyle \ell _{A}(M)}, ou {\displaystyle \ell (M)} quand il ne fait aucun doute sur l'anneau des scalaires.
Remarque. La loi externe du A-module M est une opération de A qui (entre autres propriétés) fait de M un groupe à opérateurs dans A. La longueur du module M n'est autre que sa longueur comme groupe à opérateurs.

### Exemples
- Par définition, les modules simples sont les modules de longueur 1.
- Un espace vectoriel est de longueur finie si et seulement s'il est de dimension finie (cf. supra).
- Le groupe cyclique ℤ/nℤ, vu comme ℤ-module, a pour longueur le nombre Ω(n) de facteurs premiers de n, comptés avec leurs ordres de multiplicité.
- Sur un anneau artinien, tout module artinien (ou encore : de type fini[1]) est de longueur finie.
- Tout anneau non artinien A, vu comme A-module, est de longueur infinie.

## Propriétés
En ce qui concerne les modules de longueur finie, de nombreuses propriétés sont analogues à ce que l'on connaît pour les espaces vectoriels de dimension finie. Par exemple, 
- si M est un module de longueur finie, alors tout sous-module de M est de longueur finie ;
- si M est de longueur finie et si N est un sous-module de M de même longueur que M, alors N = M ;
- si M admet un sous-module de longueur finie N tel que le module quotient M/N soit aussi de longueur finie, alors M est de longueur finie et on a

On en déduit une formule de Grassmann sur la longueur de sous-modules :
Par ailleurs, le théorème suivant donne une caractérisation des modules de longueur finie :

Un module est de longueur finie si et seulement s'il est à la fois artinien et noethérien.
Le théorème de Krull-Schmidt garantit que tout module de longueur finie est, de façon unique à isomorphisme près, somme directe de modules indécomposables.